# Waldschlösschen Röderau

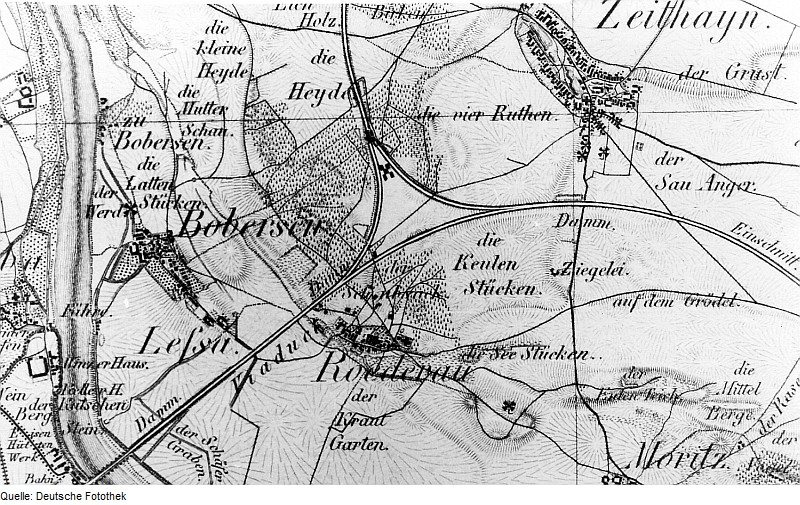
Historische Karte von Röderau mit Waldschlösschen

Das Waldschlösschen Röderau war ein rechtsseitig der Elbe im Gemeindegebiet der sächsischen Gemeinde Zeithain im Landkreis Meißen gelegenes, im 17. Jahrhundert erbautes Schlösschen, welches 2019 durch einen Brand zerstört wurde.

## Geschichte
Das im 17. Jahrhundert erbaute Waldschlösschen Röderau wurde in der Barockzeit erbaut und diente in der NS-Zeit als Offizierskasino. Bis 1956 war das Waldschlösschen im Besitz der Familie Jentsch und diente als Hundeschule. Das Waldschlösschen diente als Gründungsort des Hundesportvereins Röderau. Mitte der 1970er Jahre wurde dort ein staatlicher Jugendtreff etabliert. Von 1978 bis 1991 war dort ein sogenannter Rock-Schuppen. Danach wurde das Objekt nicht mehr genutzt. 2017 wurde das Schloss zum Teil abgerissen. Bei einem Brand 2019 wurde das Waldschlösschen so stark beschädigt, dass der vollständige Abriss beschlossen wurde.